# Gonomyia rhadinostyla
Gonomyia rhadinostyla är en tvåvingeart som beskrevs av Alexander 1964. Gonomyia rhadinostyla ingår i släktet Gonomyia och familjen småharkrankar.
Artens utbredningsområde är Jamaica. Inga underarter finns listade i Catalogue of Life.